# ایکیو (دوره هی‌آن)
ایکیو (به ژاپنی: 永久 Eikyū) نام یک عصر تاریخی ژاپنی (نِنگُو) بود. این عصر بعد از تنئی و قبل از گنئی  قرار داشت و از ژوئیه ۱۱۱۳ تا آوریل ۱۱۱۸ میلادی به طول انجامید. در طی این عصر امپراتور توبا، امپراتور ژاپن بود.